# Andrea Solari

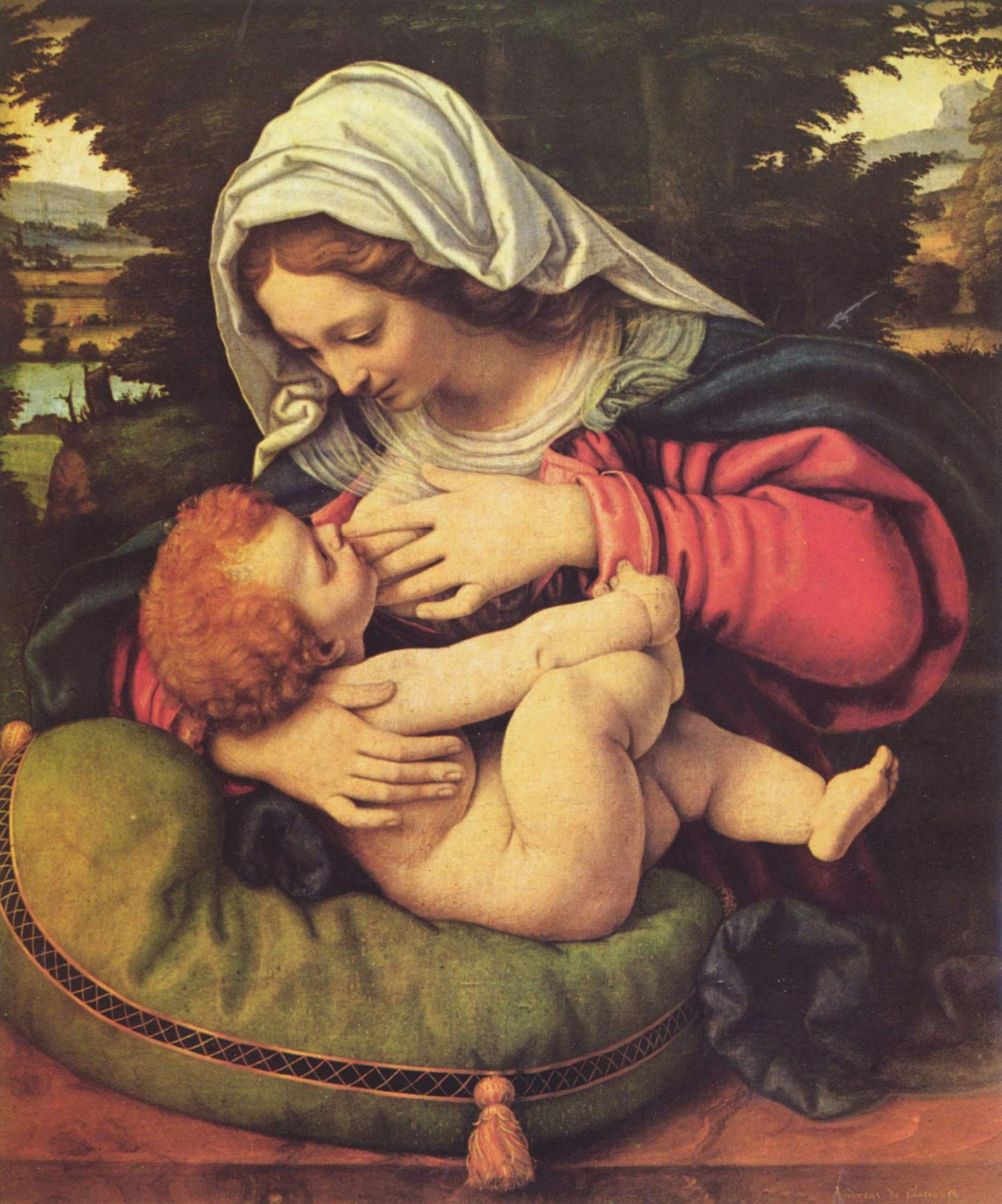
Madonna mit dem grünen Kissen (Maria lactans) (1. Viertel 16. Jahrhundert), Musée du Louvre

Andrea Solari (* um 1470 in Mailand; † vor 8. August 1524 ebenda, heimatberechtigt aus Carona), auch Andrea del Gobbo, war ein italienischer Maler der Renaissance.

## Leben und Werk
Andrea war Sohn des Maurermeisters und Schreiners Bertola, Bruder des Cristoforo. Er heiratete Angela Confalonieri.
Solari bekam seinen ersten künstlerischen Unterricht durch seinen Bruder, den Bildhauer Christoforo. Die erste gesicherte Information ist die eines jugendlichen Aufenthalts in Venedig im Jahr 1494, wohin er im Gefolge seines als il Gobbo bekannten Bruders Cristoforo Solari gereist war. In der Lagunenstadt schuf er eine Reihe von Werken, darunter eine Sacra Famiglia con San Simeone (Mailand, Pinacoteca di Brera) aus der Kirche San Pietro Martire in Murano (um 1495), die die Signatur Andreas Mediolanensis trägt. Es ist sein erstes signiertes Werk, das heute bekannt ist, und gilt als das erste bedeutende Meisterwerk des Künstlers. Es verbindet die von Leonardo da Vinci und seinen lombardischen Nachfolgern abgeleitete ausdrucksstarke Sanftheit mit den für die venezianische Schule charakteristischen brillanten Farbtönen.
In Venedig studierte er die Werke von Giovanni Bellini, Perugino, Albrecht Dürer und vor allem Antonello da Messina, wie seine Porträts aus dieser Zeit zeigen (Ritratto d’uomo, Boston, Museum of Fine Arts; Ritratto di gentiluomo con un garofano, London, National Gallery). Ein weiterer bestimmender Faktor für seinen Stil war der Naturalismus der flämischen Malerei, der in der minutiösen Analyse anatomischer Details und Landschaften deutlich sichtbar wird. Die Nelkenmadonna (Mailand, Pinacoteca di Brera) ist das erste einer Reihe von Gemälden, die die Jungfrau und das Kind in einem Innenraum mit einem Fenster zur Landschaft hin darstellen, ein typisches Thema der flämischen Malerei. In diesem Gemälde erinnert die Haltung des Kindes an die Studien Leonardos für die Katzenmadonna, während das Gesicht der Jungfrau auf Dürer verweist. Aus der venezianischen Zeit sind auch die Heilige Katharina von Alexandrien und der Heilige Johannes der Täufer (Mailand, Museo Poldi Pezzoli) erhalten, seitliche Fragmente eines Heiligen Gesprächs im venezianischen Stil, datiert 1498.
Zu Beginn des 16. Jahrhunderts kehrte er nach Mailand zurück, als das Herzogtum unter die Kontrolle Frankreichs unter König Ludwig XII. geraten war. Zu den ersten Werken, die er nach seiner Rückkehr ausführte, gehört Christus mit dem Kreuz und einem Kartäusermönch (Brescia, Pinacoteca Tosio Martinengo), wahrscheinlich für das Certosa di Pavia, wo sein Bruder arbeitete. Solari wurde einer der gefragtesten Künstler der neuen Herrscher und insbesondere des Gouverneurs Charles II. d’Amboise, dessen Porträt Andrea malte, das heute verloren ist, aber dank einer nicht signierten, aber qualitativ hochwertigen Kopie, die im Musée du Louvre ausgestellt ist, bekannt ist. Sein Werk besteht hauptsächlich aus Porträts und religiösen Gemälden kleinen Formats, die für die private Andacht bestimmt sind, wie Madonnen mit Kind, Heilige und Ecce homo.

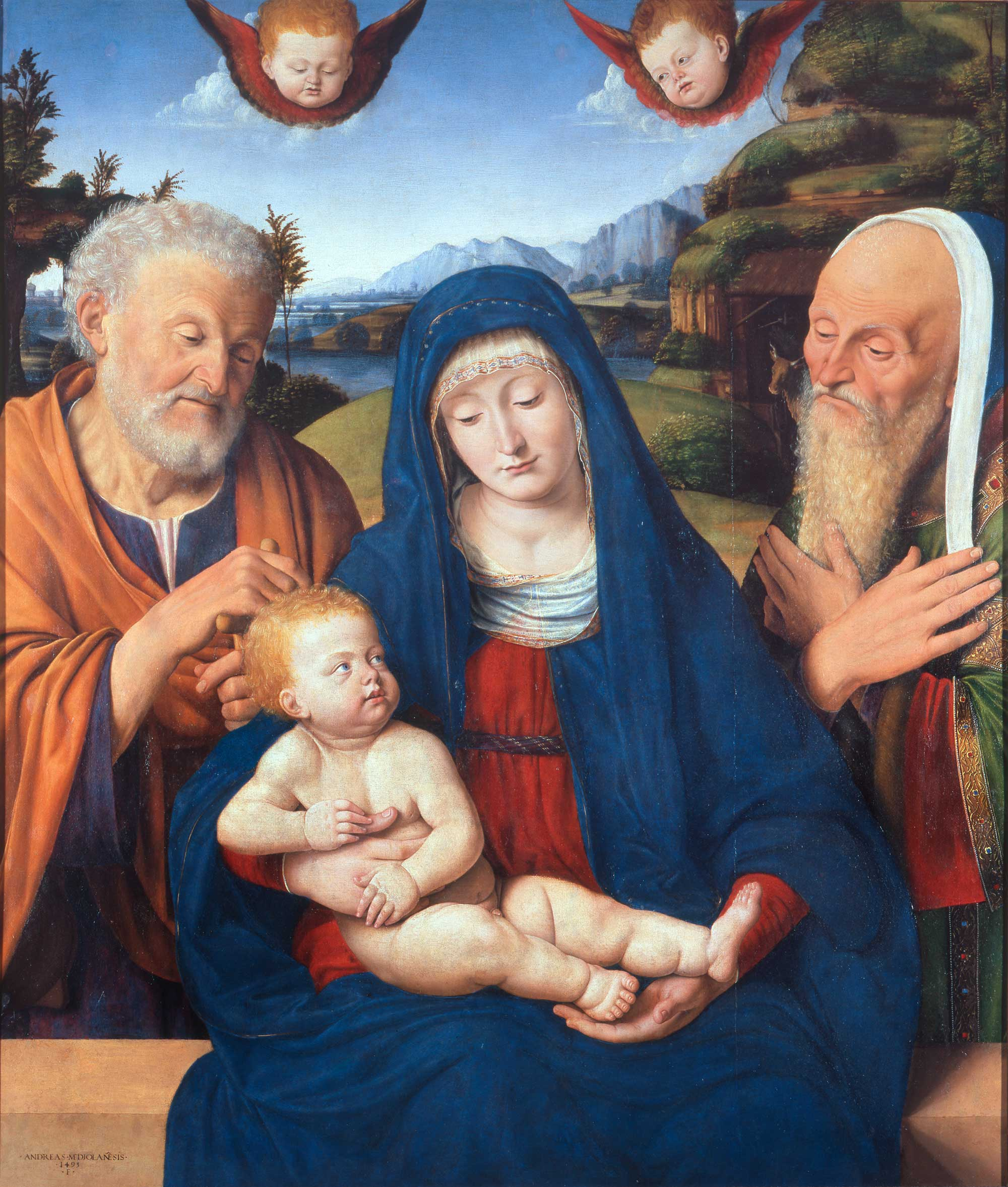
Sacra Famiglia con San Simeone, Milano, Pinacoteca di Brera, 1495

Aus diesen Jahren stammen einige Werke von sehr hoher Qualität, wie die Kreuzigung im Louvre (Andreas Mediolanensis fa 1503) und das Porträt von Gian Cristoforo Longoni (London, National Gallery), Werke, bei denen die weite, an minutiös beschriebenen Details reiche Landschaft an flämische Vorbilder wie die Werke von Hans Memling erinnert. Die Verkündigung von 1506 ist dagegen eines der am deutlichsten von Leonardo inspirierten Werke, wie man an der Haltung der Figuren und der Drapierung ihrer Gewänder erkennen kann. Gouverneur Charles II. d’Amboise war auch ein Neffe des mächtigen Kardinals Georges d’Amboise, der Solari 1507 nach Frankreich rief, um sein Schloss in Gaillon mit Fresken zu schmücken, die heute verloren sind. Der Aufenthalt des Künstlers auf der Alpentransversale dauerte wahrscheinlich bis 1510; in dieser Zeit malte er die kleine, berühmte Madonna vom Grünen Kissen, die sich heute im Louvre befindet, sowie die Klage über den toten Christus.
Nach seiner Rückkehr nach Mailand reiste Solari um 1514 nach Rom, bevor er 1515 in seine Heimat zurückkehrte. Das Porträt des Kanzlers Morone (Mailand, Collezione Gallarati Scotti) und der segnende Christus im Metropolitan Museum of Art, New York, die sich an dem von Bergognone im Kapitelsaal von Santa Maria della Passione in Mailand gemalten Prototyp orientieren, stammen aus seinen letzten Jahren: Salome mit dem Haupt des Täufers, Metropolitan Museum of Art, New York. Unter den Werken seiner Reifezeit ist das Sujet der Salome mit dem Haupt des Täufers von besonderer Bedeutung, das heute in verschiedenen Varianten im Kunsthistorischen Museum in Wien, im Metropolitan Museum in New York und in der Galleria Sabauda in Turin zu sehen ist. In der New Yorker Fassung kontrastieren die sinnliche Schönheit von Salome, die Opulenz ihres Schmucks und ihres begehrten Gewandes mit der makabren, bluttriefenden Nacktheit, die vom groben Arm des Henkers hochgehalten wird. Es hatte damals sofort Erfolg und wurde im Umkreis von Leonardo da Vinci von Bernardino Luini, Giampietrino, Cesare da Sesto und anderen mehrfach kopiert.
Sein letztes Werk, das wegen seines Todes (1524) unvollendet blieb, ist das monumentale Triptychon mit der Himmelfahrt für die Sakristei der Certosa di Pavia, das sich noch in situ befindet. Es ist inspiriert von dem ähnlichen Polyptychon, das Bernardino Luini für die Abtei Bobbio malte und das erst im letzten Viertel des 16. Jahrhunderts von Bernardino Campi vollendet wurde, der die Landschaft der zentralen Tafel und zwei Paare von Kartäuserheiligen in halber Länge ausführte, die sich heute im Museum der Castello Sforzesco in Mailand befinden.

## Werke (Auswahl)

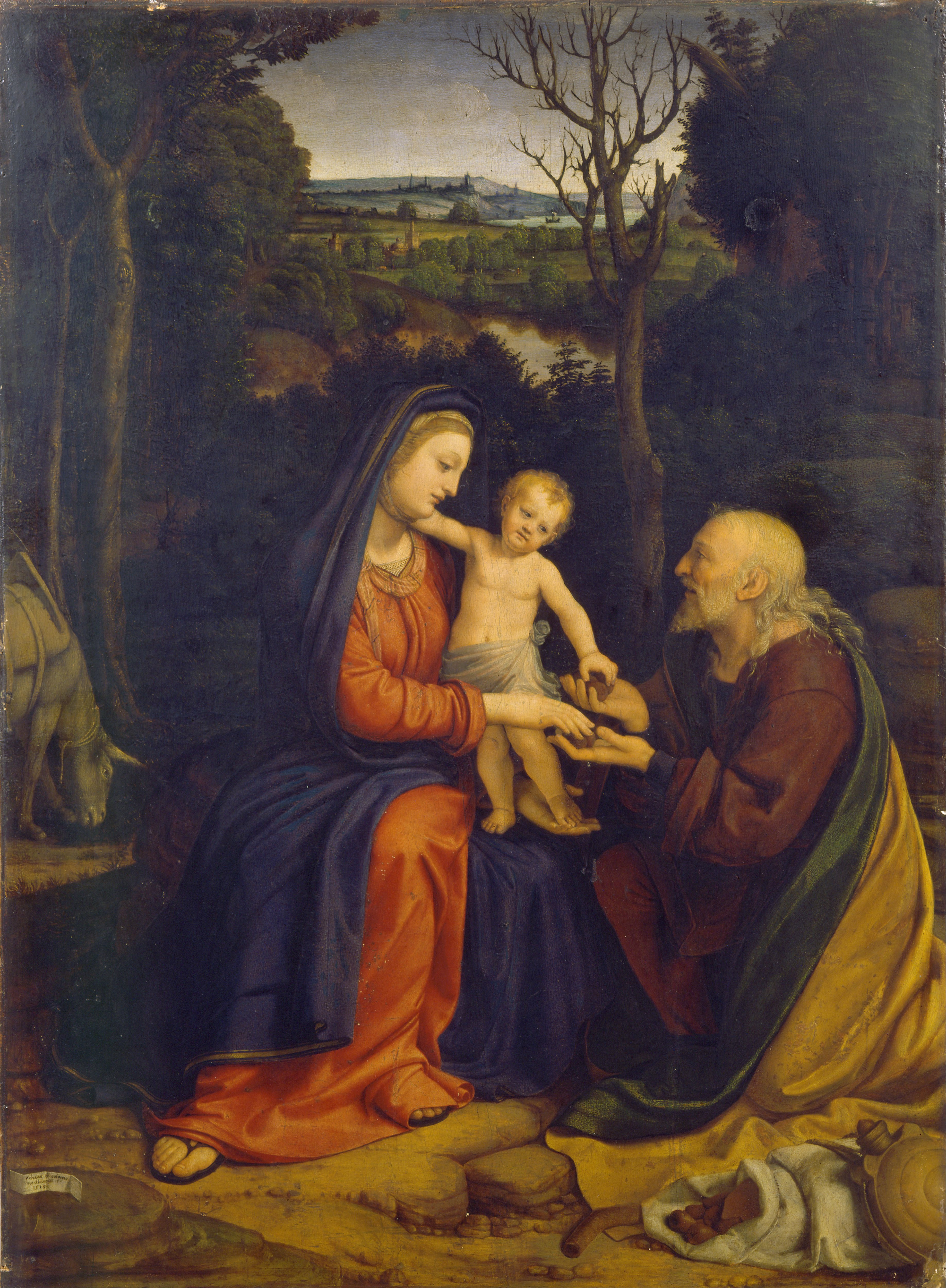
Riposo durante la fuga in Egitto, (Milano, Museo Poldi Pezzoli) 1515

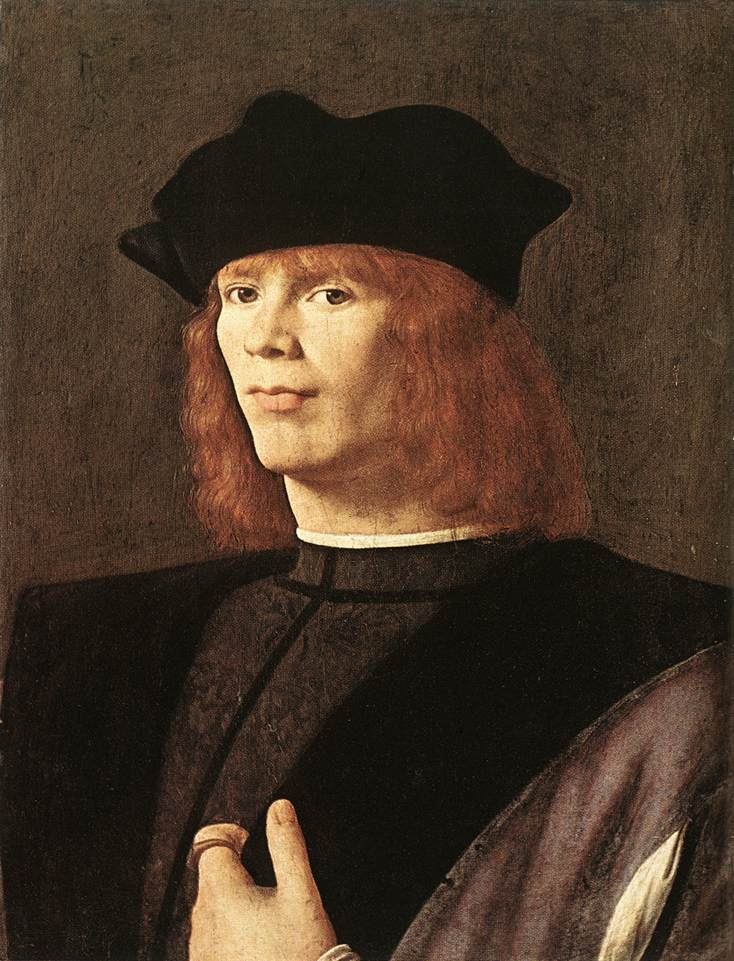
Ritratto di uomo, 1500 circa.

- Ritratto di giovane uomo (1490 circa), Olio su tavola, 31 × 28 cm, Madrid, Museo Thyssen-Bornemisza;
- Madonna con Bambino (1495 circa), Olio su tavola, 30,5 × 27 cm, Milano, Museo Poldi Pezzoli;
- Madonna dei garofani (1495), Tempera e olio su tavola, 77 × 64 cm, Milano, Pinacoteca di Brera;
- Ritratto d'uomo con garofano rosa (1495 circa), Olio su tavola, 50 × 39 cm, London, National Gallery;
- Cristo che porta la croce e un devoto (1495–1500 circa), Olio su tavola, 34 × 26 cm, Brescia, Pinacoteca Tosio Martinengo;
- Ritratto d'uomo (1497 circa), Olio su tavola, 48 × 38 cm, Boston, Museum of Fine Arts;
- Ritratto di uomo (1500 circa), Olio su tavola, 42 × 32 cm, Milano, Pinacoteca di Brera:
- Cristo coronato di spine, 1500–1505 circa, olio su tavola, 39 × 31 cm, Bergamo, Accademia Carrara;
- Crocifissione (1503), Olio su tavola, 111 cm × 77 cm, Paris, Musée du Louvre;
- Ritratto di Giovanni Cristoforo Longoni, 1505, olio su tavola, 79 × 60,5 cm, London, National Gallery;
- Ecce Homo (1505–1506 circa), Olio su tavola, 43 × 33 cm, Milano, Museo Poldi Pezzoli;
- Compianto su Cristo morto (1505–1507 circa), Olio su tavola, 168 × 152 cm, Washington, D. C., National Gallery of Art;
- Ecce Homo (1505–1507 circa), Olio su tavola, 57 × 44 cm, Oxford, Ashmolean Museum;
- Ecce Homo (1505–1510 circa), Olio su tavola 61,8 × 50,2 cm Warschau, National Museum;
- Ecce Homo (1505–1510 circa), Olio su tavola, 61 × 50 cm, Brescia, Privatsammlung;
- Salomè con la testa di Giovanni Battista (1506–1507), Olio su tavola, New York, Metropolitan Museum of Art;
- Ritratto di Carlo II d’Amboise (1507 circa), Olio su tela, 75 × 52 cm, Paris, Musée du Louvre;
- Testa di Giovanni Battista (1507), Olio su tavola, 46 × 43 cm, Paris, Musée du Louvre;
- Madonna del cuscino verde (1507 circa), Olio su tavola, 59 × 48 cm, Paris, Musée du Louvre;
- Cristo flagellato e incoronato di spine (1509 circa), Olio su tavola, 63 × 45 cm, Philadelphia, Philadelphia Museum of Art
- Madonna con Bambino (1509 circa), Olio su tavola, 27,2 × 27,9 cm, Milano, Museo Poldi Pezzoli;
- Compianto sul Cristo morto (1509 circa), Olio su tavola, Paris, Musée du Louvre;
- La suonatrice di liuto (1510 circa), Olio su tavola, 65 × 52 cm, Rom, Palazzo Barberini, Galleria Nazionale d’Arte Antica;
- Cristo portacroce (1510–1511 circa), Tempera e olio su tavola, 58 × 67 cm, Rom, Galleria Borghese;
- San Gerolamo nel deserto, (1510–1515 circa), olio su tavola, 69 × 543 cm, County Durham, Bowes Museum;
- San Giovanni Battista; Sant'Antonio Abate, (1512), olio su tavola, 16 × 13 cm ciascuna, Milano, Museo Poldi Pezzoli;
- Cristo portando la croce, (1513), olio su tavola, 45,5 × 34 cm, Nantes, Musée des Beaux-Arts;
- Riposo durante la fuga in Egitto (1515), Olio su tavola, 76× ħ55 cm, Milano, Museo Poldi Pezzoli;
- Salomè riceve la testa di Giovanni Battista (1520–1524 circa), Olio su tavola, 58,5 × 57,5 cm, Wien, Kunsthistorisches Museum;
- Cristo benedicente, (1524 circa), olio su tavola, 203 × 130 cm, New York, Metropolitan Museum;
- Cleopatra (?), Olio su tela, Privatsammlung;
- Salome (in der Galerie zu Oldenburg).